# Comuna Dobrovnik
Dobrovnik (Občina Dobrovnik) este o comună din Slovenia, cu o populație de 1.307 locuitori (2002).

## Localități
Dobrovnik, Strehovci, Žitkovci